# Кайю (волость)
Кайю (ест. Kaiu vald) — волость в Естонії, у складі повіту Рапламаа. Волосна адміністрація розташована в селищі Кайю.

## Розташування
Площа волості — 261 км², чисельність населення станом на 1 січня 2013 становить 1381 особа.
Адміністративний центр волості — сільське селище (ест. alevik)) Кайю. Крім того, на території волості знаходяться ще 12 поселень і сіл: Куіметса (Kuimetsa), Вахасту (Vahastu), Карітса (Karitsa), Касванду (Kasvandu), Облу (Oblu), Пилліку (Põlliku), Сууреківі (Suurekivi), Тамсі (Tamsi), Толла (Tolla), Тоомйа (Toomja), Вана-Каіу (Vana-Kaiu), Ваопере (Vaopere).